# Ighzer Amokrane
Pour les articles homonymes, voir Mokrane.
Ighzer Amokrane est une localité chef-lieu de la commune d'Ouzellaguen dans la wilaya de Béjaïa, région de Kabylie en Algérie.

## Géographie
Ighzer Amokrane, édifiée dans la vallée de la Soummam (Kabylie - Algerie) est traversé par la route nationale 26 qui relie Béjaïa à Alger en passant par Bouira.

## Histoire
Au début du XXe siècle, la ville n'est composée que de quelques commerces entourés de fermes coloniales. C'est après la destruction des 14 villages et la déportation en 1957-1958 des populations formant la tribu des Ouzellaguen établies sur les hauteurs, et surtout après l'indépendance en 1962, qu'Ighzer Amokrane est devenue une agglomération.

## Toponymie
Le nom de la localité est basé sur la racine berbère ZR qui a donné le déverbal iγzer (au féminin tiγzert) signifiant ravin (respectivement ravine). Bien que sa signification exacte (sur le plan géo-morphologique ou hydrologique) est plutôt Torrent.
Amokrane (en berbère amuqwran) est un adjectif signifiant grand. Le nom complet de la localité signifie donc soit le grand ravin, soit le grand torrent.
Il ne s'agit pas de rivière : assif est le nom kabyle de la rivière.
La racine n'est pas bilitère, mais trilitère, et signifie (quand les deux premières lettres sont inversées : zγr) qui entraîne.
À l'origine, Ighzer Amokrane désignait le cours d'eau descendant des hauteurs (et qui est lui-même alimenté par 3 autres cours d'eau provenant du Djurdjura et de l'Akfadou : Ighzer Azegwagh, Ighzer Achebhan et Ighzer n Semaoun).
Chez les Ouzellaguen, il est appelé (depuis le début du XXe siècle au moins) Ighzer gw Aman, peut-être pour le différencier de l'agglomération.

## Personnalités liées à la ville
- Abderrahmane Bouguermouh (1936-2013), cinéaste et réalisateur algérien de la première œuvre cinématographique en berbère (la Colline oubliée, d'après l'œuvre de Mouloud Mammeri).
- Abdelmalek Bouguermouh (1946-1989), homme de théâtre.
- Youcef Alioui, professeur d'économie, socio - psychologue, linguiste, écrivain, spécialiste du patrimoine oral kabyle.